# Free Software, Free Society: Selected Essays of Richard M. Stallman
Free Software, Free Society: Selected Essays of Richard M. Stallman est une collection d'essais écrits par Richard Stallman. La première édition est publiée en 2002 par les éditions GNU Press selon les termes de la licence de documentation libre GNU. La deuxième (2010) puis la troisième édition (2015) contiennent des versions mises à jour des essais originels ainsi que de nouveaux essais,.

## Sujet
« Chaque génération a son philosophe, un écrivain ou un artiste qui capte l’air du temps. Quelquefois, ces philosophes sont reconnus comme tels ; souvent cela prend des générations avant qu’ils soient reconnus. Mais reconnus ou pas, un temps reste marqué par les gens qui parlent de leurs idéaux, dans le murmure d’un poème, ou l’explosion d’un mouvement politique. Notre génération a un philosophe. Il n’est ni artiste, ni écrivain professionnel. Il est programmeur. »
— Lawrence Lessig, Free Software, Free Society

## Ouvrages connexes
- Richard M. Stallman, Sam Williams et Christophe Masutti, Richard Stallman et la révolution du logiciel libre : Une biographie autorisée, Paris, Eyrolles, coll. « Accès libre », 2013, 2e éd. (1re éd. 2010), 338 p. (ISBN 978-2-212-13635-7, SUDOC 168526042)
- (en) Sam Williams, Free as in Freedom : Richard Stallman's Crusade for Free Software, O'Reilly Media, 2002, 240 p. (ISBN 978-0596002879)